# Shandang (köpinghuvudort i Kina, Jiangxi Sheng, lat 27,63, long 115,80)
Shandang är en köpinghuvudort i Kina. Den ligger i provinsen Jiangxi, i den sydöstra delen av landet, omkring 120 kilometer söder om provinshuvudstaden Nanchang. Antalet invånare är 21 630. Befolkningen består av 9 989 kvinnor och 11 641 män. Barn under 15 år utgör 24,0 %, vuxna 15-64 år 67 %, och äldre över 65 år 7,0 %.
Runt Shandang är det ganska tätbefolkat, med 139 invånare per kvadratkilometer. Närmaste större samhälle är Daifang, 12,7 km sydväst om Shandang. I omgivningarna runt Shandang växer huvudsakligen savannskog.
Genomsnittlig årsnederbörd är 2 267 millimeter. Den regnigaste månaden är juni, med i genomsnitt 364 mm nederbörd, och den torraste är oktober, med 22 mm nederbörd.